# Britannic (Schiff, 1874)
Die Britannic war ein 1874 in Dienst gestelltes Passagierschiff der White Star Line und das erste von insgesamt drei Schiffen der Reederei, die diesen Namen tragen sollten.

## Schiffsleben

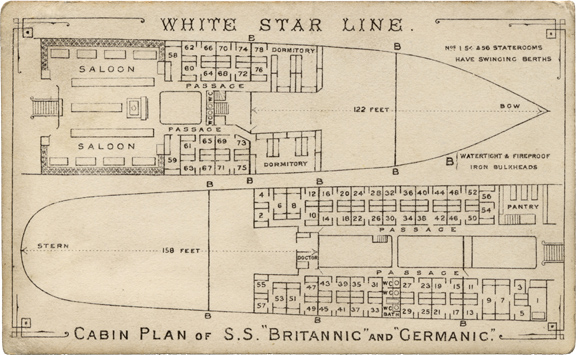
Deckplan der Britannic und der Germanic

Das Schiff wurde als Hellenic in der Werft von Harland & Wolff auf Kiel gelegt. Der Entwurf des zusammen mit seinem Schwesterschiff Germanic bis dahin größten und modernsten Dampfers der White Star Line stammte von Edward Harland, einem der Gründer von Harland & Wolff. Der Stapellauf des noch während der Bauphase in Britannic umbenannten Schiffes erfolgte am 3. Februar 1874. Am 6. Juni 1874 wurde die Britannic schließlich an die White Star Line abgeliefert.
Die Britannic absolvierte ihre Jungfernreise von Liverpool über Queenstown nach New York am 25. Juni 1874. Im November 1876 erhielt sie das Blaue Band mit einer Geschwindigkeit von 15,43 kn.
1899 diente sie als Transporter im Burenkrieg.
Im Jahre 1903 wurde die Britannic in Hamburg abgewrackt.
Einige Jahre später vergab die White Star Line den Namen Britannic erneut: Die nachfolgende Britannic lief 1914 vom Stapel und war das dritte und letzte Schiff der Olympic-Klasse und damit Schwesterschiff der 1912 gesunkenen Titanic.